# Лясково (област Стара Загора)
Вижте пояснителната страница за други значения на Лясково.
Лясково е село в Южна България. То се намира в община Стара Загора, област Стара Загора.

## География
Село Лясково се намира в планински район, на 10 км северозападно от град Стара Загора. Разположено е в полите на Средна Гора. През селото минава река Сазлийка. Климатът е умерено-континентален със средиземноморско влияние. Преобладават широколистни, има и иглолистни гори. Зимата е мека, лятото е прохладно.

## История
Селото е старо. Старото му име е Пъндъкли или Фъндъкли (tur. Findikli) – ляска, леска, лешник. Имало е много лешници (лески) и оттам името му: Лясково.

## Религии
Източно-православно християнство.

## Обществени институции
Кметството се намира в центъра на селото. От 14 януари 2008 г. кметски наместник е Георги Симеонов Бакалов, а от 25.10.2019 г. започва четвъртият му мандат. От края на 2021 г. кмет на селото е Николай Жеков.

## Културни и природни забележителности
В селото започва развитие на екотуризъм. Тихо и спокойно е, идеално за почивка. В селото има вилна зона. Старата църква, кметството, магазин, автобусна спирка на мегдана в центъра на селото, реката, панорамна гледка към селото. В селото има покритие за мобилни телефони, има и интернет.
Има туристически маршрут в околностите.

## Редовни събития
- Празник на селото – Свети Дух – на 51 ден след Великден, винаги в понеделник

## Личности
- Георги Абрашев (1924 – 2012), български хореограф и учен